# Faim
Voir également les articles Malnutrition et Sous-alimentation.

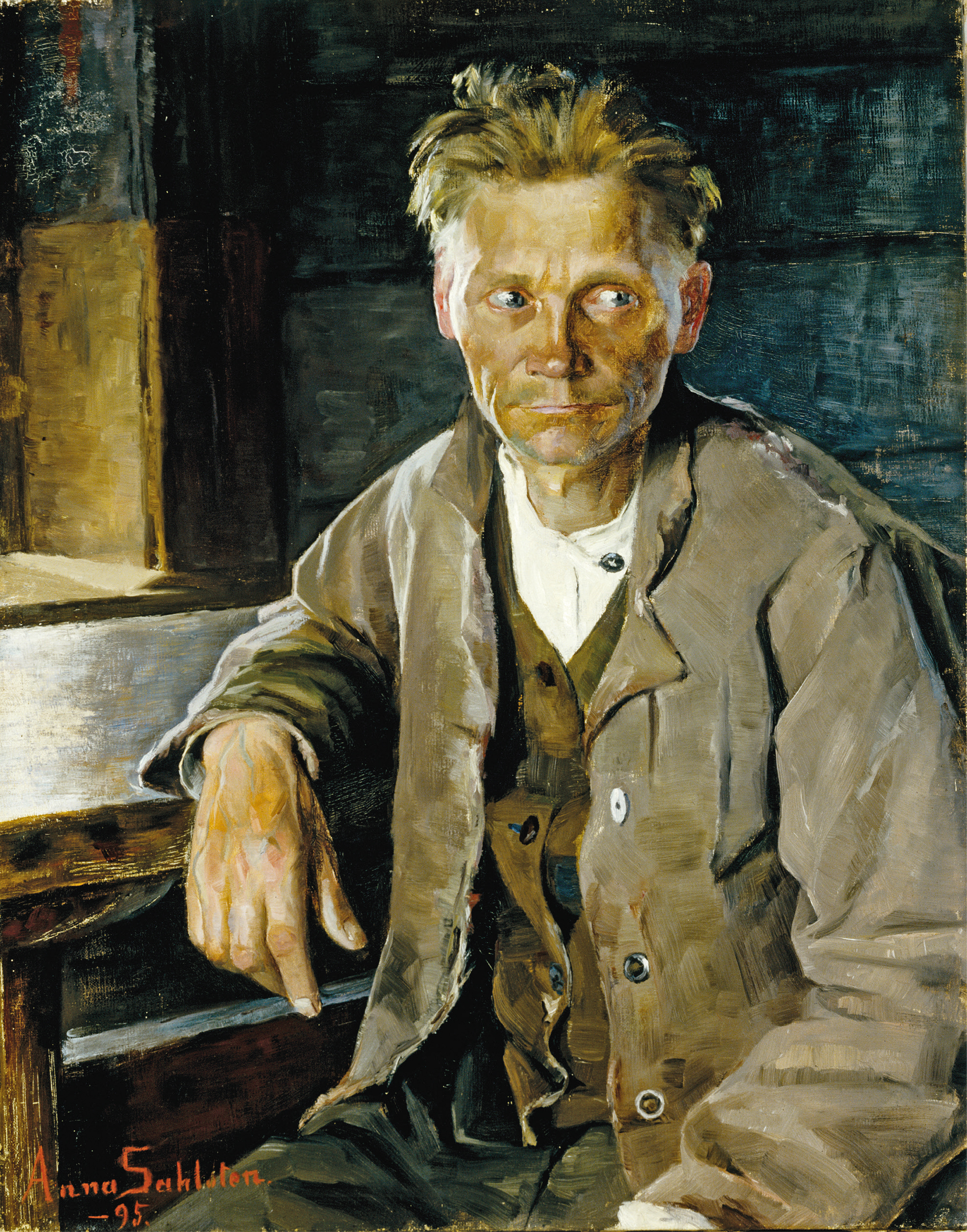
Soucieux à cause du pain, tableau d'Anna Sahlstén (1895).

La faim désigne la sensation, apparaissant après un certain temps sans manger, qui pousse un être vivant à rechercher de la nourriture. 

## Description
La faim ne répond pas qu'à des critères physiologiques (besoins énergétiques en calories). Le désir de manger est en effet un acte complexe soumis à des influences d'origine interne (taux de glucides et d'hormones dans le sang, tel celui de la ghréline, taux de lipides et masse adipeuse, etc.) mais aussi externes (signaux sensoriels tels que la vue, l'odorat) et à une certaine forme de conditionnement (état dépressif, influence émotionnelle).
La faim est une sensation qui se produit notamment quand le niveau de glycogène dans le foie tombe sous un certain niveau, précédant habituellement le désir de manger. Cette sensation provient de cellules sensibles à une très faible chute de la glycémie (une baisse de 5 % du taux de glucose dans le sang entraîne une hypoglycémie), localisées dans l'hypothalamus, puis est libérée par des récepteurs dans le foie. Un mécanisme alternatif proposé est que lorsque l'organisme détecte la réduction des lipides dans les adipocytes, l'hypothalamus déclenche des sensations de faim (rappel ancestral de la tendance adaptative de l'homme, en temps de famine cyclique, à stocker de la matière grasse).
Bien qu'un être humain puisse survivre plusieurs semaines sans manger, la sensation de faim commence en général après quelques heures sans consommer de nourriture.

## Aspect biologique de la faim
La sensation de faim est un appel du corps à trouver de la nourriture. Elle est généralement due à une diminution du taux de glucose dans le sang (diminution d’environ 5 %). Ceci déclenche une réaction par le cerveau qui induit la recherche de nourriture.
Cette sensation de faim peut aussi être la cause de la production d’enzyme par l’estomac agissant sur l’hypothalamus (cerveau), cependant cette hypothèse reste encore un peu floue selon Gilles Mithieux directeur de l’unité de nutrition de l’INSERM.
Elle peut aussi s’expliquer par des phénomènes beaucoup plus simples qui sont l’horloge biologique (heure à laquelle nous avons l’habitude de manger) ou bien la vue, l’odeur d’aliments.
Il est ainsi important de répondre à cet appel en mangeant car c’est une demande naturelle de l’organisme pour qu’il puisse exercer ses différentes fonctions, par exemple la production d’énergie à partir de glucose ou de lipides nous permettant de faire fonctionner chaque organe de notre corps. Comme le cerveau qui a besoin d’énergie car à lui seul il dépense 15 à 20 % de l’énergie totale assimilée par le corps.

## Faim douloureuse
Quand les contractions liées à la faim commencent dans l'estomac, le sujet éprouve parfois des douleurs dans l'antre de l'estomac, phénomène appelé « faim douloureuse », qui ne commence pas avant 12 à 24 heures suivant la dernière absorption de nourriture. Une contraction due à la faim dure environ 30 secondes, et les douleurs continuent pendant 30 à 45 minutes, puis la faim persiste pendant 30 à 150 minutes. Les contractions individuelles sont d'abord clairement séparées, mais deviennent quasiment continues après un certain temps. L'état émotionnel de la personne peut faire varier ou prévenir les contractions. L'intensité de la faim dépend aussi de la glycémie et devient plus élevée pour les diabétiques. La faim atteint sa plus grande intensité après trois à quatre jours mais peut diminuer les jours suivants, sans disparaître cependant. Les contractions sont plus intenses pour les sujets jeunes, en bonne santé et avec un fort taux de tonus gastrointestinal. Les intervalles entre les contractions augmentent avec l'âge.

## Prise alimentaire: ingestion, rassasiement et satiété

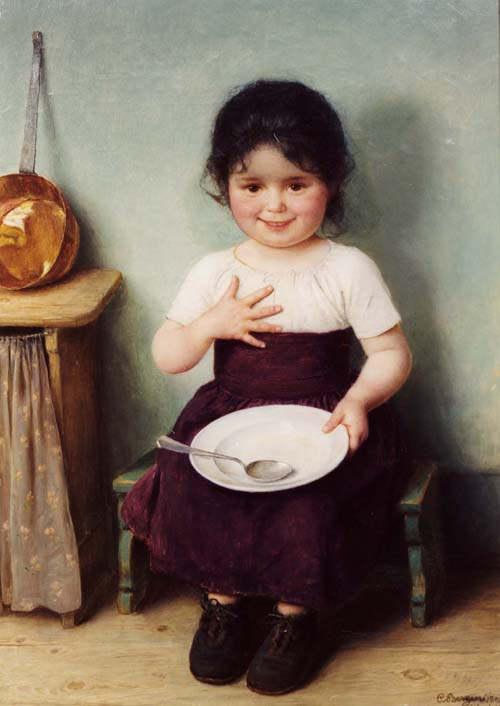
Petite fille à la cuillère, peinture de Carl von Bergen (1904).

La prise alimentaire comprend trois phases : la phase pré-prandiale caractérisée par l'intensité de la faim, marqueur qui ne mesure pas le besoin quantitatif de la prise alimentaire mais son urgence plus ou moins grande ; la phase prandiale correspond à l'ingestion au cours de laquelle se met en place le processus de rassasiement (extinction de la motivation de manger à la suite de la disparition progressive de la sensation de faim ou du plaisir de manger, liée par exemple à la distension gastrique) ; la phase postprandiale caractérisée par l'état de satiété qui, contrairement au rassasiement, procure une sensation de bien-être et une absence de faim pour le repas suivant.
La régulation de la prise alimentaire fait partie d'un système complexe mettant en jeu le centre décisionnaire cérébral, l'hypothalamus, et la signalisation hormonale provenant de l'ensemble de l'organisme incluant le système gastro-intestinal et les cellules adipeuses. Les principales hormones de cette signalisation régulant l'appétit et la satiété sont la cholécystokinine, la leptine, le peptide YY, le glucagon-like peptide-1 et la ghréline.
D'autres facteurs sont aussi responsables de la satiété. Les influx provenant de l'estomac via le nerf vague permettent à l'encéphale d'évaluer la quantité d'aliments ingérés. L'intensité et la fréquence des influx déterminent aussi la nature des nutriments. Par exemple, pour une même quantité, les protéines sont plus satiétogènes que les glucides ou les lipides, déclenchant une réponse nerveuse plus forte pour des protéines que pour du glucose. Ceci renseigne l'encéphale sur la quantité de quelques nutriments spécifiques ingérés.
De plus, la concentration de glucagon et d'insuline présents dans le sang joue aussi un rôle important, tout comme la leptine provenant des adipocytes (cellules adipeuses).
Certains facteurs psychologiques et les habitudes influent aussi sur la satiété. Le renforcement et la punition (voir psychologie pour les définitions de ces termes) peuvent être attribués aux goûts des aliments par exemple.
De plus, une diminution de température peut provoquer la faim car 60 % de l'énergie convertie lors de la transformation des nutriments est libérée sous forme de chaleur, ce qui permet d'augmenter la température corporelle.
Plusieurs autres facteurs entrent en ligne de compte mais même à ce jour la satiété n'est pas totalement comprise.

### Satiété précoce
La satiété précoce est un trouble de la satiété dont la caractéristique est la sensation d'avoir le ventre plein alors que très peu de nourriture a été ingérée, ou avant de terminer un repas de taille normale. Plusieurs affections médicales peuvent causer une satiété précoce.  L'existence de cicatrices ou la compression du duodénum peut ralentir ce processus d'évacuation des aliments de l'estomac. Parfois, les nerfs aboutissant à l'estomac sont dysfonctionnels, ce qui ralentit l'évacuation des aliments de l'estomac. Il peut s'agir également dans certains cas de cancers, d'ulcères et de cas de diabète.

## Malnutrition, famine, inanition
Lorsque la faim se prolonge, différentes situations surviennent :
- la malnutrition est une pathologie pouvant être causée par une carence dans certains nutriments, mais aussi par des troubles psychologiques ou un régime alimentaire inadapté. Les carences peuvent mener à de nombreux symptômes, dont notamment le kwashiorkor en cas de carences en protéines.
- la sous-alimentation relève davantage du domaine quantitatif et décrit un apport alimentaire insuffisant, de façon continue. La sous-alimentation peut mener à de graves conséquences tant physiologiques que psychologiques voire économiques.
- une famine décrit une situation où la sous-nutrition est étendue à la population d'une zone géographique donnée. Les famines peuvent être dues à des problèmes climatiques (catastrophes naturelles), à une guerre, ou à des problèmes conjoncturels et notamment économiques.
- Enfin, l’inanition décrit un « état d'épuisement de l'organisme causé par le manque de nourriture »[13] ; cet état peut précéder la mort.

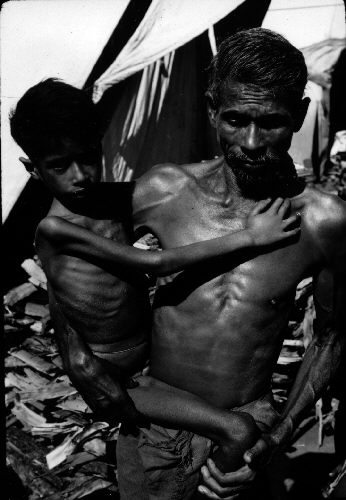
Enfant en état de sous-nutrition en Inde.
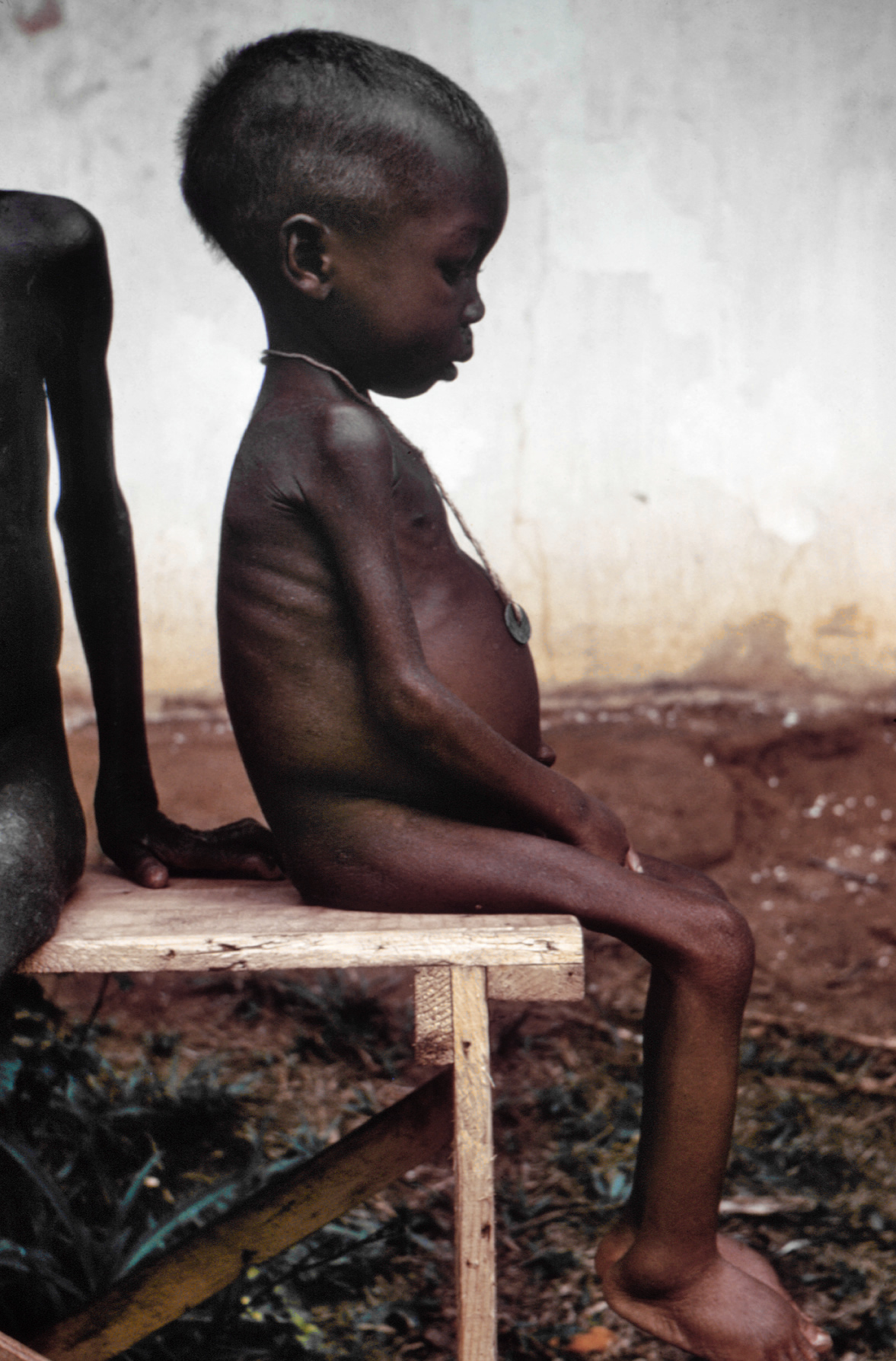
Fillette souffrant du kwashiorkor au Nigeria.
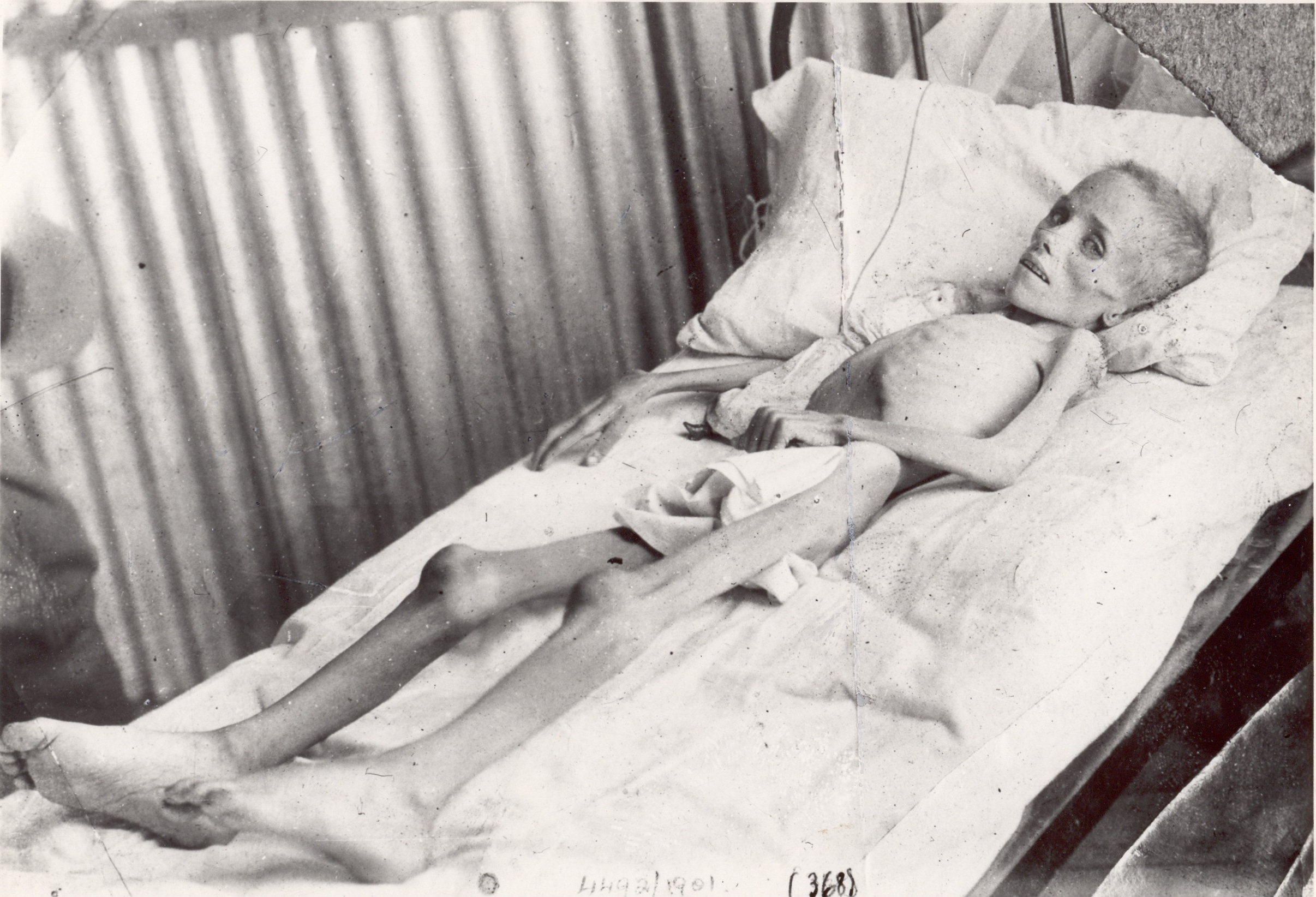
Lizzie van Zyl, en inanition dans le camp de concentration de Bloemfontein.

## Faim dans le monde
La FAO estimait en 2006 que 854 millions de personnes souffraient de la faim dans le monde et de 815 millions en 2017. Par comparaison, ce chiffre était presque double en 1950.
Selon Jean Ziegler (rapporteur spécial pour le droit à l'alimentation du Conseil des droits de l’homme de l’Organisation des Nations unies de 2000 à mars 2008), la mortalité due à la sous-alimentation représentait 58 % de la mortalité totale en 2006 : « Dans le monde, environ 62 millions de personnes, toutes causes de décès confondues, meurent chaque année. En 2006, plus de 36 millions sont mortes de faim ou de maladies dues aux carences en micro-nutriments ».
La lutte contre la faim dans le monde est l'un des huit objectifs du millénaire pour le développement définis en 2000 par l'ONU. Il s'agit d'un objectif difficile à atteindre, en raison de la hausse du prix des matières premières et agricoles, des subventions aux agricultures des pays développés[réf. nécessaire], de l'utilisation des parcelles pour la production d'agrocarburants mais reste tout de même réalisable puisque chaque année l'homme produit en valeur calorique de quoi nourrir 12 milliards d'individus.
Le 12 juillet 2023, la FAO publie son rapport annuel sur « l’État de la sécurité alimentaire et de la nutrition dans le monde 2023 », qui constate qu'« à l’échelle mondiale, plus de 122 millions de personnes supplémentaires souffrent de la faim depuis 2019 en raison de la pandémie, des chocs météorologiques à répétition et des conflits, notamment de la guerre en Ukraine » et estime que « si la tendance perdure, l’objectif de développement durable qui consiste à éradiquer la faim d’ici à 2030 ne sera pas atteint ». Le rapport estime qu’entre 691 millions et 783 millions de personnes ont souffert de la faim en 2022. Sur la base de la moyenne, soit 735 millions, cela représente une augmentation de 122 millions par rapport à 2019.

## Causes de la faim dans le monde
Les causes de la faim dans le monde sont multiples et interdépendantes. De façon pragmatique, elles peuvent être regroupées en deux types d’inaccessibilité à l’alimentation : l’inaccessibilité économique, quand la nourriture est disponible mais trop chère pour que la population puisse l’acheter et l’inaccessibilité physique ou géographique, quand la nourriture n’est simplement pas disponible. 
Ces deux types d’inaccessibilités trouvent leurs causes dans différents facteurs.

### Inaccessibilité économique
Dans un système de libre marché, les prix sont définis par l’offre et la demande. Quand les prix des denrées alimentaires flambent, les populations des pays les plus pauvres, qui dépensent près de 70 % de leur budget dans l'alimentation, perdent l'accès à la nourriture. 

#### Demande alimentaire
La croissance démographique et la croissance des niveaux de vie dans les pays en développement font inéluctablement pression sur la demande alimentaire. La croissance des niveaux de vie en Chine ou en Inde permet à ceux qui la vivent d’abord de manger à leur faim puis de passer à un régime plus carnivore et l’élevage est une activité très consommatrice de céréales. Selon les sources, il faudrait jusqu’à 17 kg de céréales pour produire un kilogramme de viande de bœuf. 
Deux facteurs supplémentaires participent à la pression sur la demande alimentaire : la demande en biocarburants et la spéculation. Avec l’augmentation des prix du pétrole, la production de biocarburants gagne en rentabilité et devient plus attractive pour les investisseurs. Pour se développer, elle a besoin de matières premières végétales qu’elle trouve également sur le marché alimentaire. D’après Nicolas Sarkozy mais aussi Jean Ziegler, la spéculation sur le marché des denrées alimentaires est la raison pouvant justifier la flambée des prix connue en 2008.
Enfin, le gaspillage n’entraîne pas une augmentation de la demande dans le temps, mais gonfler celle-ci et fait donc pression sur les prix. D'après le Programme des Nations unies pour l'environnement, la moitié de la production alimentaire mondiale n'est pas consommée.

#### Offre alimentaire
L’évolution du prix du pétrole influence l’offre alimentaire. En effet, dans un système d’agriculture industrielle, cette augmentation entraîne celle des coûts de production à travers le coût des engrais et des pesticides. Enfin, dans un système mondialisé, elle a également un impact sur le coût du transport. 
L’offre alimentaire et le libre marché sont également faussés par la concurrence déloyale que se livrent les différents États : les subventions, comme celles octroyées dans le cadre de la politique agricole commune, permettent à des agriculteurs de pratiquer le dumping sur les marchés extérieurs. D’autres moyens existent pour fausser la concurrence : quota, droit de douane, règles sanitaires…

### Inaccessibilité physique
L’inaccessibilité physique (ou géographique) est due en partie au phénomène d’urbanisation vécu par les pays du Sud depuis quelques décennies. La FAO note d’ailleurs que les populations rurales souffrent globalement moins de la faim car elles ont encore accès à un terrain pour produire l’essentiel de leur alimentation. Cette urbanisation est due à la pauvreté des campagnes, mais elle est aussi parfois entraînée par les politiques d’expropriation menées par certains États dans le but de revendre les terres à de grands groupes industriels ou à des fonds spéculatifs (hedge funds).
L’inaccessibilité physique est également due au manque de rendement agricole et aux mauvaises infrastructures du Sud. Des capacités de stockage défaillantes entraînent une détérioration des récoltes. Les voies de transports insuffisantes rendent difficiles l’approvisionnement et le déploiement de l’aide d’urgence en cas de famine. En outre, les retards d’irrigation dans les pays pauvres, gardent leurs productions agricoles dépendantes à 95 % des pluies. L’outillage rudimentaire des populations rurales pèse sur leurs récoltes au niveau local mais a aussi un impact sur l’offre agricole mondiale.

### Guerre et problèmes climatiques
La guerre et les guerres civiles ainsi que les problèmes climatiques (sècheresses, inondations…) ont une influence sur la sous-alimentation à de nombreux niveaux.
Les conflits entraînent souvent la déportation des populations. Ils empêchent donc la culture des champs mais aussi l’utilisation des récoltes. S’ils ne détruisent pas les infrastructures, ils empêchent, en rendant dangereuse, leur utilisation. Il en va de même pour les problèmes climatiques.
Les accords de libre-échange sont également considérés comme une cause importante de la faim dans le monde. Le fait d'ouvrir les frontières, notamment avec l'Europe via les APE, déstabilisent énormément les agricultures dans les pays du sud, notamment en Afrique. En cause, l'ouverture du libre-échange sans les contreparties pour les pays pauvres, marginalisent encore plus ces régions.